# Рим II
II Ри́мський регла́мент (№ 864/2007) — нормативно-правовий акт Європейського Союзу, який містить колізійне регулювання питань визначення права, що застосовується до недоговірних зобов'язань. II Римський регламент (набув чинности 11 січня 2009 року) є зведенням правил у межах Європейського Союзу для регулювання вибору права в цивільних та комерційних справах у сфері позадоговірних зобов'язань (за деякими винятками). Регламент регулює такі питання: визначення права, що застосовується до деліктів, зобов'язань внаслідок безпідставного збагачення, ведення чужих справ без доручення та дій до укладення договору (culpa in contrahendo). Регламент відповідно до статті 3 має «універсальний характер», тобто право, до якого відсилає II Римський регламент, застосовується навіть у тому випадку, якщо воно не є правом однієї з держав-членів ЄС. Крім того, регламент встановлює, що у певних обставинах і при виконанні певних умов сторони можуть вибрати право, що застосовується до позадоговірних зобов'язань. Аналогічні правила були встановлені Римською конвенцією 1980 року про право, застосовне до договірних зобов'язань, яка була замінена I Римським регламентом про право, застосовне до договірних зобов'язань № 593/2008.

## Історія
До ухвалення II Римського регламенту для вибору застосовного права до позадоговірних зобов'язань головним чином застосовували принцип, який у європейських країнах мав принцип «lex loci delicti commissi» (право місця вчинення делікту). Однак розширення торговельного обороту призводить до складнощів у застосуванні зазначеного принципу і стає джерелом невизначеності щодо права, яке підлягає застосуванню. Представлений комісією в липні 2003 року, змінений текст II Римського регламенту було ухвалено 11 липня 2007 року й опубліковано в офіційному віснику ЄС 31 липня 2007 року. На розробку документа пішло понад 30 років - питання про уніфікацію колізійних норм щодо позадоговірних зобов'язань поставили ще в період роботи над проєктом Римської конвенції. Відповідно до статті 32 Регламент набув чинности з 11 січня 2009 року (за винятком статті 29, яка почала застосовуватися з 11 липня 2008 року).

## Сфера застосування
Регламент застосовується при визначенні застосовного права при колізії законів щодо позадоговірних зобов'язань у цивільних і торговельних відносинах. Не застосовується до податкових, митних та адміністративних відносин, а також до відповідальності держави за дії або бездіяльність, вчинені під час здійснення публічної влади («acta jure imperii»). Регламент встановлює деякі винятки зі сфери застосування: позадоговірні зобов'язання в рамках сімейного права, успадкування, обігових цінних паперів, правового регулювання юридичних осіб, довірчої власності, заподіяння шкоди ядерними матеріалами, зазіхань на приватне життя та особисті немайнові права.

## Поняття позадоговірного зобов'язання
Преамбула Регламенту (п. 11) бере до уваги той факт, що поняття позадоговірного зобов'язання різниться від однієї держави-члена до іншої, тому при його тлумаченні необхідно вдаватися до автономної кваліфікації. Відповідно до Регламенту шкодою є будь-яка шкода, що виникає з делікту, безпідставного збагачення, дій у чужому інтересі без доручення або дій до укладення договору (culpa in contrahendo).

## Колізійні прив'язки

### Загальне правило
Lex loci damni. Правом, що застосовується до позадоговірного зобов'язання, яке виникає внаслідок заподіяння шкоди, є право країни, де настає шкода. Винятки: 1) особа, яка притягається до відповідальності, та особа, якій завдано шкоди, у момент настання шкоди мають своє звичне місце проживання в одній і тій самій країні - право країни звичного місця проживання; 2) наявність тісного зв'язку позадоговірного зобов'язання з правом країни, іншої ніж країни місця настання шкоди та країни звичайного місця проживання, відмінному від розглянутих випадків.

### Відповідальність за продукцію (product liability)
До цих зобов'язань застосовується:
- Право держави, де особа, якій заподіяно шкоду, має своє звичайне місце проживання, якщо продукція була випущена на ринок у цій державі; або, у разі невиконання цієї умови:
- Право держави, де було придбано продукцію, якщо продукція була випущена на ринок у цій державі; або, у разі невиконання цієї умови:
- Право держави, де настала шкода, якщо продукція була випущена на ринок у цій державі.
- Якщо особа, яка притягається до відповідальності, не могла розумно передбачити розповсюдження свого товару в країну, право якої має бути застосовано, застосовується право місця проживання особи, яка притягається до відповідальності.
- За наявності «тісного зв'язку» застосовується право країни, з якою правовідносини найтісніше пов'язані.

### Недобросовісна конкуренція
Правом, застосовним до зобов'язань, що виникають внаслідок недобросовісної конкуренції, є право країни, на території якої зачіпаються конкурентні відносини або колективні інтереси споживачів.
- Якщо недобросовісною конкуренцією торкається кілька країн, то позивач, який пред'являє позов до суду за місцем знаходження доміцилія відповідача, може обрати як застосовне право — право суду, до якого подається позов, за умови, що ринок цієї держави також торкнуться недобросовісної конкуренції.
- При цьому до зобов'язань, що виникають унаслідок недобросовісної конкуренції, сторони самостійно вибрати право не можуть.

### Заподіяння шкоди довкіллю
Позивач може обрати право місця настання шкоди (lex loci damni) або держави, де стався юридичний факт (lex loci delicti commissi).

### Інтелектуальна власність
- Діє принцип «lex loci protectionis» — право держави стосовно якої застосовується вимога про захист.
- Якщо порушення стосується всього Європейського Союзу, то застосовується право держави, де було порушено право (lex loci delicti commissi).

### Виробничий конфлікт
Застосовується право держави, де стався конфлікт.

### Безпідставне збагачення
Якщо зобов'язання з безпідставного збагачення стосується інших існуючих зобов'язань між сторонами, тісно пов'язані з безпідставним збагаченням, то вибір права регулюється правилом, що застосовується до інших правовідносин/зобов'язань.
- Застосування права загального звичайного місця проживання сторін (зобов'язання з безпідставного збагачення не зачіпає інші зобов'язання та сторони мають своє звичайне місце проживання в одній країні).
- Якщо застосовне право не може бути визначено попередніми способами, то правом, яке підлягає застосуванню, є право країни, де відбулося безпідставне збагачення (lex loci delicti commissi).
- За наявності «тісного зв'язку» застосовується право країни, з якою правовідносини тісно пов'язані.

### Право на вчинення дій в інтересах іншої особи без її доручення
Якщо позадоговірне зобов'язання, що виникає внаслідок дій у чужому інтересі без доручення, зачіпає інші існуючі зобов'язання між сторонами, тісно пов'язані з цим позадоговірним зобов'язанням, то застосовується право, яке регулює вже існуючі відносини.
- Якщо сторони мають своє звичайне місце проживання однієї й тієї країні, то правом, підлягає застосуванню, є право цієї держави.
- Якщо застосовне право не може бути визначено попередніми способами, то правом, яке підлягає застосуванню, є право держави, де були вчинені дії в чужому інтересі без доручення (lex loci delicti commissi).
- За наявності «тісного зв'язку» застосовується право країни, з якою правовідносини тісно пов'язані.

### Зобов'язання з дій до укладення договору (culpa in contrahendo)
Правом, що підлягає застосуванню до позадоговірного зобов'язання, що виникає внаслідок ділових переговорів, що передують укладенню договору (незалежно від укладення договору) є право, яке застосовується до договору або яке б підлягало застосуванню до нього, якби договір був укладений. Якщо визначити застосовне право до договору неможливо, то застосовується:
- право держави, де настає шкода; lex loci damni; або
- право держави, де сторони мали своє звичайне місце проживання, коли стався юридичний факт, що тягне за собою настання шкоди,
- право держави, з яким правовідносини має найтісніший зв'язок.

## Окремі положення

### Сфера дії права, що підлягає застосуванню
Право, яке підлягає застосуванню до позадоговірних зобов'язань, регулює, зокрема, такі питання: а) умови та обсяг відповідальності, включаючи визначення осіб, які можуть притягуватися до відповідальності за вчинені ними дії; б) підстави звільнення від відповідальності, обмеження відповідальності та розподілу відповідальності; в) існування, характер та оцінка шкоди або необхідне відшкодування; г) у межах повноважень, наданих суду процесуальним правом її держави, заходи, які суд може застосовувати з метою запобігання, припинення або відшкодування шкоди; ґ) допустимість передачі права на відшкодування шкоди, у тому числі у спадок; д) осіб, які мають право на відшкодування заподіяної їм шкоди; е) відповідальність за дії інших осіб; є) порядок припинення зобов'язань, а також правила щодо позовної давності.

### Імперативні норми
Незалежно від права, що підлягає застосуванню до відповідного позадоговірного зобов'язання, правила Регламенту не обмежують застосування судом імперативних норм.

### Звичайне місце проживання
Під звичайним місцезнаходженням товариства, асоціації або юридичної особи є місцезнаходження центральної адміністрації. Звичайним місцем проживання фізичної особи, яка діє під час здійснення своєї підприємницької діяльності, є основне місце здійснення нею підприємницької діяльности.

### Зворотнє посилання
Застосування права будь-якої держави означає застосування норм матеріального, а чи не колізійного права.

### Публічний порядок суду
У застосуванні зазначеної Регламентом норми права будь-якої держави може бути відмовлено лише у випадку, якщо таке застосування є явно не сумісним із громадським порядком держави, судом якої розглядається суперечка.